# 于林 (1912年)
于林（1912年—1995年），男，山西武乡人，中华人民共和国政治人物，曾任中共山西省委常委、工业部部长，太原重型机器厂首任党委书记，大跃进期间把郭万夫厂长在内的反对盲目跃进的多位工程师打成右派。山西省政协副主席。